# シロガシラキツツキ
シロガシラキツツキ（学名：Picoides albolarvatus）は、キツツキ目キツツキ科に分類される鳥類の一種。

## 形態
体調は約20cmで、黒い体と白い頭部を持つ。オスは後頭部に赤い斑点がある。

## 分布
北アメリカ西部、カナダのブリティッシュコロンビア州からアメリカの南カリフォルニアにかけての山岳地帯に生息する。 